# Государственная премия Чувашской АССР имени К. В. Иванова
Государственная премия Чувашской АССР им. К. В. Иванова — премия, вручавшаяся в Чувашской АССР за выдающиеся произведения в области литературы и искусства.

## История
8 января 1966 июля Совет Министров Чувашской АССР в целях дальнейшего развития литературы и искусства постановил учредить одну ежегодную Государственную премию Чувашской АССР имени К. В. Иванова в размере 1000 рублей. Премия названа в честь классика чувашской поэзии — К. В. Иванова
Лауреат получал диплом и почётный знак лауреата Государственной премии Чувашской АССР им. К. В. Иванова.
За 1990 год размер премии составлял 2000 рублей.
За 1991 год постановлением Совета Министров Чувашской Республики от 17 августа 1992 года № 304 уже присуждались Государственные премии Чувашской ССР им. К. В. Иванова в размере 25 000 рублей.